# The Dig
The Dig är ett äventyrsspel utvecklat och utgivet av LucasArts. Spelet släpptes på CD-ROM till PC och Macintoshdatorer 1995. Spelet baserar sig på en idé av Steven Spielberg.
I spelet tar man rollen som den erfarne astronauten Boston Low som tillsammans med Ludger Brink och Maggie Robbins skickas ut i rymden för att försöka stoppa en stor asteroid som är på väg mot jorden. Väl där upptäcker de dock att det inte är en vanlig asteroid utan ett sedan länge övergivet rymdskepp som tar dem till en främmande planet.
Spelet var från början tänkt som ett avsnitt i TV-serien Amazing Stories och sedan som en film, men det beslutades att det skulle bli för dyrt att genomföra.